# 张鹭
张鹭（1987年9月6日—），中国足球守门员。
张鹭2005年第一次代表辽宁队出场，当时尚未满18岁，引起各界关注。
张鹭曾多次入选中国国青队、中国国奥队，但没有随队参加亚青赛、世青赛、奥运会等重要比赛。2005年，18岁的张鹭首次入选中国国家队。2010年，他在中国对阵葡萄牙的友谊赛中首次代表中国男足出场。他从未成为国家队主力门将。直至被取消入选国家队资格，他从未代表中国国家队出战国际A级赛事。

## 生平

### 早年
张鹭年少时家住天津市河东区二号桥，家境普通，父母都是工人，他是家中的独生子。他在读小学时开始踢球，启蒙教练是刘春明的弟弟刘春凯。小学三年级时，张鹭代表天津市河东区互助道小学校队参加河东区小学足球杯赛。当时校队里原来的两位守门员一位临时离队，另一位受了伤，教练让张鹭由前卫改打守门员，收效不错，互助道小学夺得了亚军。杯赛的冠军大桥道小学发现了张鹭的天赋，将他收入队中，张鹭转学到大桥道小学就读，寄宿生活，师从刘正民，开始接受正规的足球训练。
1999年，张鹭入选中国国少队。同年，他被天津火车头足球俱乐部看中，加盟火车头俱乐部。按照当时火车头俱乐部的惯例，俱乐部同球员父母签订合同，球员训练期间家长不需交纳费用，但球员转会离开火车头队时家长同样收不到分成。张鹭后来回忆，他那时家境平凡，为了给他补充营养，父亲在外兼职，母亲去市场卖肉；当时天津泰达青训要求每月交500元人民币培养费，火车头只需签一份协议、不需要交钱，张鹭和父母选择了火车头。入队半年，他就成了火车头梯队的主力。
由于不是1985、1989年出生的奥运会年龄段球员，与张鹭同年的1987年龄段球员不受重视，很少被省市足协或职业俱乐部挑走。如果找不到其他出路，张鹭只能随火车头俱乐部参加中国足球乙级联赛。2003年末，火车头俱乐部总经理席绍忠通过关系联系甲A、甲B联赛俱乐部老板，给球员们安排了教学比赛，以便这些俱乐部挑选球员。张鹭被辽宁足球俱乐部选中，时任辽足梯队教练高升带他试训后，辽足以30万人民币的价格买下了他。

### 俱乐部生涯

#### 辽宁
2004年1月1日，张鹭到辽宁俱乐部预备队冬训地点广东三水报到。2月份，由于辽宁队门将马东波需要手术、刘建生肌肉拉伤，一线队缺少门将，时任主教练马林将17岁的张鹭调入一队。冬训期间，他的能力受到了认可，从此留在辽足一队。这年10月21日，辽宁队门将刘建生在客场3比6输给四川冠城的比赛后被勒令离队，旋即又被查出尿检阳性。这样，辽宁队中超参赛名单中仅剩一个门将，俱乐部在10月24日主场与上海国际的比赛前紧急将张鹭补报进中超名单。不久，张鹭入选了08之星队。2005年4月，辽宁队与大连实德的比赛中，主教练王洪礼认为主力门将马东波发挥失常；联赛后半程同大连实德的比赛中马东波把守的球门被五次洞穿，事后俱乐部以失球过多为由将他下放二队。刘旸顶替马东波成为主力门将，后来刘旸又被张鹭替代。这年6月12日，中超杯第二轮第二回合辽宁队同深圳健力宝的比赛上，张鹭第一次代表辽宁队上场。同年9月，他入选了中国国家足球队集训名单。整个赛季，他在联赛中出场6次。
2006赛季开始，张鹭成为辽宁队的主力门将。2007赛季，辽宁队提前保级之后表现低迷。这年9月，俱乐部将张鹭和外援雷比下放到二队。张鹭被下放的原因，一说是表现不佳，也有说法是“骄傲自满”、“心浮气躁”。2007赛季最后一轮联赛前，辽足让张鹭回到一队，但他没有在这场联赛出场。2008年联赛第一轮过后，辽宁队主教练维尔纳·洛兰特改让崔凯担任主力门将。直到这年五月初，张鹭才回到首发阵容。赛季末，辽宁队降级中甲。2009年，辽宁队重新冲入中超。2010年11月，张鹭接受了肩部肌腱修复手术，暂时离开足球场。2011年6月客场同成都谢菲联的比赛中，张鹭复出，首发出场。这个赛季，辽宁队夺得中超联赛季军。然而，之后的几个赛季，辽宁队沦为保级球队。2012年，辽宁队在联赛最后一轮成功保级。2013年6月22日同贵州人和的比赛中，张鹭左脚受伤，后来确诊为趾骨骨折。带伤出战两场比赛之后，张鹭到北京接受手术治疗，治疗和恢复时间共9个月，他错过了这个赛季余下的比赛。这一年，辽宁队提前两轮保级。2014年，张鹭复出，重新当上辽宁队主力门将。这个赛季和随后的2015赛季，辽宁队提前一轮保级。几年来，辽宁队投入资金较少，还在2013年卖出了杨旭、于汉超两名主力进攻球员。于汉超转会离队后，张鹭成为辽宁队第二队长，队长肇俊哲不在场时由他担任场上队长。肇俊哲退役后，张鹭成为了辽宁队的队长。
2015赛季结束后，张鹭离开辽宁队。至此，他共为辽宁队出场231次。

#### 天津权健/天津天海
2016年1月12日，辽宁宏运足球俱乐部宣布队长张鹭转会中国足球甲级联赛天津权健足球俱乐部。辽宁俱乐部的官方通告中提到，张鹭“尽孝心切”、希望回到家乡球队。媒体透露，张鹭的转会费为7,000万元人民币，打破了中国足球运动员转会费纪录，成为“新标王”。据称，天津权健为张鹭开出的税后年薪为500万元人民币，是他之前在辽足工资的2.5倍。这个赛季，天津权健大笔投入，目标是升入中超联赛。中甲联赛第9轮结束后，天津权健已经连续输了三场球，巴西外援路爾斯·法比安奴主动辞任队长，张鹭成为新队长。不久，由于天津权健连续七场不胜、与升级区积分差距达到十分，主教练万德雷·卢森博格离任。新主教练法比奥·卡纳瓦罗上任后，张鹭仍然担任天津权健队长。这个赛季，天津权健赢得中甲联赛冠军，成功升入中超联赛；球队联赛失球26个，是中甲联赛失球最少的球队，张鹭在赛季结束后被评为中甲联赛赛季最佳门将。
2017赛季中超联赛中，天津权健失球33个，与山东鲁能泰山并列为失球最少的球队。球队夺得联赛季军，获得了下赛季亚冠联赛的参赛资格。赛季末，张鹭与曾诚、王大雷和颜骏凌四人一同被列为赛季最佳门将候选人。2018赛季，球队在中超联赛成绩平平，但是在亞冠聯賽中打入八强。2018年10月18日中超联赛客场同上海绿地申花的比赛，张鹭成为首位代表天津权健出场100次的球员。
2019年1月，权健集团老板束昱辉因涉嫌传销被刑事拘留，天津权健足球俱乐部被天津足协托管，俱乐部改名为天津天海足球俱乐部。权健公司原本是天津权健俱乐部的唯一股东和资金来源，权健被查致使俱乐部资金上受到巨大打击，外界认为天津天海2019赛季将为保级而战。赛季前，俱乐部卖出了多位主力，解聘了外籍教练团队。2月初，有媒体透露，由于俱乐部没有兑现2018赛季前的加薪承诺，张鹭没有参加天津天海的冬训，有可能以自由球员身份离队。不过，张鹭随后回到了球队。

### 国家队生涯

#### 国少、国青、国奥
张鹭曾在1999年入选中国国少队。2004年，他入选了埃克哈德·克劳琛执教的08之星队，赴德国训练、比赛。2005年4月，经过在河北香河的集中选拔，张鹭被选入中国国青队，赴德国备战世青赛。不过，他没有进入世青赛最终参赛名单。同年8月，贾秀全组建中国U19国青队，张鹭被选入队中。虽然张鹭几次随队集训，但他并未入围亚青赛预选赛和正赛的名单。2005年至2006年间，他还参加了中国国家足球队的集训。拉托米尔·杜伊科维奇组建中国国奥队之初，并未召集张鹭集训。张鹭继续随朱广沪的国家队训练。2006年12月，杜伊科维奇在广州组织海选，为国奥队挑选球员，张鹭被选中。根据中国足协的规定，他由国家队转往国奥队。在国奥队，张鹭曾与曾诚竞争第三门将。2008年7月16日公布的中国国奥队参加北京奥运会男足比赛名单中，张鹭位列18人正式名单之中。17日，杜伊科维奇被中国足协架空，殷铁生的中方教练组接管了球队，张鹭被移出18人名单，改而列入候补4人名单。

### 成年国家队
2005年，18岁的张鹭入选了朱广沪执教的中国国家足球队，备战东亚运动会。那一届东亚运动会男足比赛要求球员出生在1981年之后。中国足协为了重点培养奥运适龄球员，决定让奥运适龄球员（1985年龄段）以国家队名义出战东亚运动会，以1987年龄段球员作为补充，张鹭便是被选中的1987年龄段球员之一。2010年2月，张鹭首次入选高洪波执教的中国国家队，备战同葡萄牙的热身赛。当时正值亚冠联赛比赛日，杨智、曾诚两名门将要代表俱乐部出战亚冠，没有进入国家队。3月3日，同葡萄牙的比赛上，他首次代表中国男足出场，中国队0比2输给了葡萄牙队，张鹭的表现得到媒体称赞。何塞·安东尼奥·卡马乔出任中国男足主教练后，直到2012年2月才将张鹭召入国家队集训，备战与科威特的热身赛和世界杯外圍賽亞洲區第三阶段最后一轮同约旦的比赛，那时中国国家队已经提前出局。此后六年，张鹭一直没有入选国家队。2018年5月，他重返国家队。中国国家队主教练馬爾切洛·里皮将他用作亚洲杯和世界盃外圍賽的第三门将。2019年8月30日，中国男足在香河基地对阵缅甸的教学赛中，张鹭在下半场替补出场。直到2019年9月被取消入选中国男足资格，张鹭一直没有代表中国队在国际A级赛事出场。

## 争议

### 醉驾事件
2019年9月18日晚，张鹭在天津市河东区六纬路与东兴路交口接受公安交管部门酒精检查时，检测出其呼气酒精含量达到每百毫升191.2毫克，随后张鹭接受血液酒精含量进行检验。根据司法鉴定部门出具的《司法鉴定意见书》，张某血液中酒精含量为每百毫升253.3毫克。天津警方9月21日通报称，张鹭因涉嫌危险驾驶罪已被天津公安河东分局依法刑事拘留。同日，中国足协决定取消张鹭在中国国家队的集训、比赛资格，并对天津天海俱乐部提出通报批评。天津天海俱乐部表示已对张鹭作出停薪、停训、停赛的处理，并根据后续司法机关的处理结果，再对其做出进一步的处罚。23日，天津市河东区人民检察院向天津市河东区人民法院提起公诉。26日，河东区法院适用刑事速裁程序，宣判张鹭危险驾驶罪成立，判处拘役四个月、罚金一万元人民币。张鹭表示不会上诉。27日，中国足协决定取消张鹭征调进入中国国家男子足球队的资格一年，同时禁止张鹭参加中国足球协会举办的比赛一年(2019年9月26日至2020年9月25日)。
此前效力于天津权健，现效力于广州恒大的张修维在2017年8月因醉酒驾车被刑事拘留，媒体当时的照片中张鹭与张修维一同出现在公安局。

### 假球事件
2022年11月，原武汉卓尔俱乐部主教练、中国男足主教练李铁因严重违法，被纪检监察部门带走调查。据媒体透露，李铁被调查后供出了三名球员，其中包括2019年中超保级战武汉对天海时参与打假球的张鹭，张鹭已被带走接受调查。这一消息尚未得到官方证实。

### 其他
2018年4月8日，中超联赛天津权健客场与贵州恒丰的比赛前的合影之后，作为队长的张鹭将刚刚交换来的贵州恒丰队旗扔到场边，引起了争议。此前的天津德比中他也这样处理了天津泰达的队旗。
2018年8月4日，中超联赛天津权健主场与河南建业的比赛，天津权健长时间比分落后。比赛临近尾声时，河南建业球员柯钊倒地坐在天津权健禁区内。门将张鹭为了尽快将球发出，直接将柯钊拖出了场地。有评论认为张鹭动作粗暴。也有人认为，柯钊倒地后做抽筋状，张鹭将他拖到场外后，柯钊瞬间站起且毫无抽筋迹象，非常可笑；还有网友将张鹭调侃成瞬间治愈抽筋的神医。

## 个人生活
张鹭的妻子是辽宁电视台主播陈密。据称，二人在2011年的一场朋友聚会上相识。2013年11月9日，张鹭与陈密在天津市举行了婚礼。张鹭与妻子育有一儿一女。

## 公益事业
2016年，张鹭、陈密夫妇同善勇发起了“一鹭陪伴”公益团队，旨在给贫困边远地区儿童提供更好的足球训练环境。后来，球员刘奕鸣、张修维以及辽宁电视台张明、管旭也加入了团队。据报道，公益团队不接受赞助，资金全部为成员自费。“一鹭陪伴”在辽宁省、天津市等地捐赠足球训练物资、提供公益课程。2019年8月13日，“一鹭陪伴”开启了球场捐赠计划，签约为天津市静海区台头镇第二小学建设一座人工草皮球场。

## 備註
1. ↑  有传闻称刘建生涉嫌赌球[12][13]。辽宁足球俱乐部对外声称刘建生离队是由于“身体原因”，但媒体引述队内人士说法称刘建生并未受伤。[11]
2. ↑  2004年9月26日辽宁中誉刘建生被查出苯丙胺和甲基苯丙胺阳性，两者分别是大麻制品和冰毒的成分。刘建生辩称自己误服禁药。评论认为，同时误服两种毒品不大可能。[14]2005年1月6日，中国足协决定将刘建生禁赛两年、罚款五万元人民币[15]。其后，刘建生宣布退役。2006年2月，刘建生因吸食冰毒被沈阳警方带走，被处限期所外戒毒。[16][17]
3. ↑  此前的纪录为孙可6,600万人民币自江苏舜天足球俱乐部转会天津泰达足球俱乐部，同样由权健集团运作。此事引起权健集团与天津泰达俱乐部的纠纷，权健后来买下天津松江足球俱乐部并将其更名为天津权健，孙可代表江苏舜天又参加了半个赛季比赛后加盟了天津权健。
4. ↑  赛季前，刘奕鸣、张修维转会广州恒大淘宝，赵旭日转会大连一方[47]，上赛季租借在外的格乌瓦尼奥同俱乐部解约，帕托同俱乐部解约[48]，韩国籍主教练崔康熙及团队同俱乐部解约[47]。夏季转会期，王永珀转会上海绿地申花[49]
。
5. ↑  张鹭出场的两场友谊赛均非国际足联认定的国际A级赛事。根据规定，国际A级赛事中每队最多有6个换人名额[71]。2010年中国对葡萄牙、2019年中国对缅甸的比赛中国队换人均超过了6个。